# Helmut Satzger
Helmut Satzger (* 19. Dezember 1966 in Augsburg) ist ein deutscher Jurist und Professor für Strafrecht an der Ludwig-Maximilians-Universität München.

## Leben
Helmut Satzger studierte von 1986 bis 1992 Rechtswissenschaften an der Universität Passau. Zwischenzeitlich studierte er am King’s College in London englisches und europäisches Recht und erwarb ein Diplom in Legal Studies. Nach seinem ersten Staatsexamen 1992 in Passau war er am Lehrstuhl von Werner Beulke als wissenschaftlicher Mitarbeiter tätig, wo er zuvor bereits als studentische Hilfskraft gearbeitet hatte. 1993 wurde er dort promoviert. Es folgte das Referendariat in Berlin, der deutschen Botschaft in Paris sowie der deutsch-bolivianischen Handelskammer in La Paz. Sein Zweites Staatsexamen legte er 1995 in Berlin ab, woraufhin er abermals bei Werner Beulke in Passau tätig war. 2000 habilitierte Satzger sich und erwarb die Venia legendi für Strafrecht, Strafprozessrecht, Internationales Strafrecht und Europarecht.
Es folgte zunächst Lehrstuhlvertretungen in Würzburg und Augsburg. 2001 folgte er einem Ruf an die Bucerius Law School in Hamburg, bevor er 2002 fest nach Augsburg wechselte. 2004 nahm er den Ruf der Ludwig-Maximilians-Universität München auf den Lehrstuhl für Deutsches, Europäisches und Internationales Strafrecht und Strafprozessrecht sowie Wirtschaftsstrafrecht an, den er bis heute innehat. Unterbrochen wurde seine Lehr- und Forschungstätigkeit in München lediglich durch Gastprofessuren an der Päpstlich Katholischen Universität in Buenos Aires (2008) und der Universidad de Talca in Santiago de Chile (2009). Von 2010 bis 2013 war Satzger Studiendekan der rechtswissenschaftlichen Fakultät in München.

## Schriften
- Der Submissionsbetrug. Dissertation. Duncker&Humblot, Berlin 1994, ISBN 3-428-08225-7.
- Die Europäisierung des Strafrechts. Habilitation. Carl Heymanns, Köln 2001, ISBN 3-452-24872-0.
- mit Johannes Wessels und Werner Beulke: Strafrecht Allgemeiner Teil. 51. Auflage. C.F. Müller, Heidelberg 2021, ISBN 978-3-8114-5719-5.
- Internationales und Europäisches Strafrecht. 8. Auflage. Baden-Baden 2018, ISBN 978-3-8487-3870-0.
- mit Wilhelm Schluckebier und Gunter Widmaier: Kommentar zum Strafgesetzbuch. 3. Auflage. Köln 2017, ISBN 978-3-452-28685-7.
- mit Wilhelm Schluckebier und Gunter Widmaier: Kommentar zur Strafprozessordnung. 3. Auflage. Köln 2018, ISBN 978-3-452-28291-0.

Darüber hinaus ist Satzger Autor zahlreicher Aufsätze und Mitherausgeber unter anderem der Neuen Zeitschrift für Strafrecht (NStZ).